# Go Chuck Yourself
| Críticas profissionais | Críticas profissionais |
| Avaliações da crítica  | Avaliações da crítica  |
| Fonte                  | Avaliação              |
| ---------------------- | ---------------------- |
| allmusic               | [ 1 ]                  |
| CANOE                  | [ 2 ]                  |
| Rock Online            | [ 3 ]                  |

Go Chuck Yourself (Happy Live Surprise no Japão) é um álbum ao vivo da banda Sum 41. Gravado em abril de 2005 em London, Ontário, Canadá. Lançado em 21 de dezembro de 2005 no Japão com um pacote de CD/DVD. O DVD continha imagens de 5 músicas do show, assim como um curta-metragem chamado Basketball Butcher. Em 7 de março de 2006, o álbum foi lançado na America do Norte e Europa, este não continha o DVD.

## Faixas
1. "The Hell Song" - 3:20
2. "My Direction" - 2:21
3. "Over My Head (Better Off Dead)" - 3:11
4. "A.N.I.C." - 0:43
5. "Never Wake Up" - 1:08
6. "We're All to Blame" - 3:44
7. "There's No Solution" - 4:48
8. "No Brains" - 4:32
9. "Some Say" - 3:30
10. "Welcome to Hell" - 4:26
11. "Grab the Devil" - 1:14
12. "Makes No Difference" - 5:46
13. "Pieces" - 3:04
14. "Motivation" - 3:47
15. "Still Waiting" - 2:43
16. "88" - 5:35
17. "No Reason" - 3:48
18. "I Have a Question" - 0:32
19. "Moron" - 2:28
20. "Fat Lip" - 3:05
21. "Pain for Pleasure" - 3:06

## Desempenho
| Parada musical (2005) | Melhor posição |
| --------------------- | -------------- |
| Japão (Oricon)        | 19             |